# Petr (Zobov)
Petr (světským jménem: Dmitrij Valentinovič Zobov; * 26. června 1973, Voskresensk) je ruský duchovní Ruské pravoslavné církve a biskup kudymkarský a věreščaginský.

## Život
Narodil se 26. června 1973 ve Voskresensku.
Po střední škole č. 17 studoval na chemicko-mechanickém učilišti v rodném městě. Následně nastoupil na Ruskou chemicko-technologickou univerzitu v Moskvě. Od roku 1996 byl knihovníkem, pošťákem a průvodcem Nikolo-Šartomského monastýru.
Dne 18. srpna 1996 byl arcibiskupem ivanovským a kiněšemským Amvrosijem (Ščurovem) rukopoložen na diákona a následující den na jereje. Dne 29. listopadu stejného roku přijal mnišský postřih se jménem Petr na počest svatého Petra Kyjevského. Poté sloužil v chrámu Vzkříšení v Šuji.
Roku 1999 byl jmenován blagočinným podvorje Nikolo-Šartomského monastýru chrámu Narození Krista v Jurjevci. Sloužil také v chrámu Ikony Matky Boží Všech strádajících radost v Ivanovu a Pokrovském chrámu v Šuji. Během tohoto období studoval na Kolomenském duchovním semináři.
Roku 2006 byl povýšen na igumena a začal přednášet na Ivanovo-Vozněsenském duchovním semináři. Od roku 2012 byl členem disciplinární komise šujské eparchie a později předsedou eparchiálního soudu. 
Dne 12. března 2024 jej Svatý synod zvolil biskupem kudymkarským a věreščaginským. Dne 20. března byl povýšen na archimandritu a biskupská chirotonie proběhla 14. dubna v Kazaňském chrámu v Losinoostrovské (Moskva). Hlavním světitelem byl patriarcha moskevský a celé Rusi Kirill.